# 鮮于琛
鮮于琛（？—535年），南朝时鄱阳（今江西鄱阳县）起事领袖。他以道教组织民众，信徒遍布豫章、安成数郡。南梁大同元年（535年）率众万余人起事，年号上愿，被南梁鄱陽內史陸襄擊斬。陸襄没有枉杀民众，民歌之曰：“鲜于平后善恶分，民无枉死赖陆君。”